# Cantón de Cordes-sur-Ciel
El cantón de Cordes-sur-Ciel era una división administrativa francesa, que estaba situada en el departamento de Tarn y la región de Mediodía-Pirineos.

## Composición
El cantón estaba formado por diecisiete comunas:
- Amarens
- Bournazel
- Cordes-sur-Ciel
- Donnazac
- Frausseilles
- Labarthe-Bleys
- Lacapelle-Ségalar
- Les Cabannes
- Livers-Cazelles
- Loubers
- Mouzieys-Panens
- Noailles
- Saint-Marcel-Campes
- Saint-Martin-Laguépie
- Souel
- Tonnac
- Vindrac-Alayrac

## Supresión del cantón de Cordes-sur-Ciel
En aplicación del Decreto nº 2014-170 de 17 de febrero de 2014, el cantón de Cordes-sur-Ciel fue suprimido el 22 de marzo de 2015 y sus 17 comunas pasaron a formar parte del nuevo cantón de Carmaux-2 Valle del Cérou.